# أغوسطينوس عازار الحلبي
أغوسطينوس عازار الحلبي ( - توفي 1305 هـ/1888م) قس ماروني سوري، ولد في مدينة حلب، وإليها ينتسب، ووفاته فيها. تلقّى تعليمه في المدرسة الإكليريكية في لبنان. تفوق في اللغة العربية، فنظم الشعر، ونقل إليها عن اللغات الأخرى. اشتغل مدرساً في حلب للعلوم الدينية واللغة العربية. وكان عضوًا في الهيئات والمؤسسات الدينية للطائفة المارونية في حلب.
ومن مؤلفاته: خلاصة المعرفة في أخص قضايا الفلسفة، وحدة النفس البشرية. وله نظم وشعر، وفي شعره لويس شيخو يقول: «ومع أن شعره كثير، فقد لعبت به أيدي الشتات، فلم نعثر منه إلاّ على غيض من فيض»، وهذا «الغيض» ينطوي على شعور ديني جارف، يبدو في مدائحه كما يبدو في مراثيه، وفيه نزعة روحية إنسانية تكاد تكون رومانسية قبل سطوع الرومانسية في الشعر العربي، كما في رثائه لفتاة في مقتبل الصبا.